# Дисниленд Париж
„Дисниленд Париж“ е увеселителен парк от серията Дисниленд, намиращ се източно от Париж, Франция, в долината на река Марна.
Комплексът е разположен в Marne-La-Valle, нов град в източните покрайнини на френската столица, на 32 км (20 мили) от центъра на Париж.
Идеята за царството на приказките е на Уолт Дисни. Паркът включва 2 тематични парка:
- област за забавление: „Дисни парк“ и Дисни студиа,
- 7 хотела, собственост на „Уолт Дисни“.

Паркът е разположен на 560 декара и има почти кръгла форма. В средата на парка се издига Замъкът на спящата красавица. На неговата територия се намират четири царства – Дивият запад, Страната на приключенията, Светът на приказките и Страната на откритията и космическите полети. Освен това допълнителна атракция представляват множеството влакчета, люлки, корабчета, шоу програми и концерти, кино и дискотеки.

## Откриване
Работейки от 12 април 1992 г., това е вторият Дисни курорт, който е започнал да действа извън територията на САЩ. (след лунапарка, намиращ се в Токио). С 9.7 милиона посетители през 2019 година, „Дисниленд Париж“ е водеща туристическа дестинация в Европа.
На 12 април 1992 г. комплексът Евро Дисни и неговият тематичен парк биват открити. Статистиката сочи, че близо 500 000 души, придвижващи се с 90 000 автомобила, са имали желанието да посетят новооткрития комплекс.
Още в началото комплексът е бил предмет на множество спорове по време на периода, свързан с преговорите и строителството, като видни френски личности са изразили негативното си отношение по въпроса, поддържани от множество френски съюзи и организации. Друга спънка, последвала откриването на Евро Дисни, били посещаемостта на парка и броят на хората, които използвали услугите на хотелската му част, като приходите паднали много под прогнозните очаквания. Това е една от причините комплексът да бъде преименуван от Евро Дисни на Дисниленд Париж през 1995 г. През юли същата година паркът отбелязва първата си тримесечна печалба. Вторият тематичен парк Уолт Дисни студио бива открит на 16 март 2002 г.

## Собственост
„Дисниленд Париж“ е собственост и се управлява от френската фирма „Евро Дисни“ – публично дружество, 39,78 % от чийто капитал държи компанията Уолт Дисни, 10 % – от саудитския принц Ал Уаллед бен Тала (на 22-ро място сред най-богатите личности в света) и още 50,22 %, които са разпределени между други акционери. Комплексът се управлява от председателя и главния изпълнителен директор Филип Газ.

## Хотели
С цел да може да се контролира най-вече хотелския бизнес, се взема решение, 5200-те стаи, собственост на Дисни, да бъдат изградени в рамките на комплекса. През март 1998 г. Дисни и Съветът на архитектите вземат решение да се придържат към особено американската тема, като всеки един от хотелите да изобразява определен район от Съединените щати. По време на откриването през 1992 г. 7-те хотела са разполагали с 5800 стаи. До края на 2017 година Евро Дисни, съгласно условията определени в договора с френското правителство, ще трябва да довърши построяването на леглова база от общо 18 200 стаи, разпределени на различни разстояния от комплекса. Едни от най-посещаваните хотели са Chanteloup и Residhome Prestige Val D'europe. Единственото, което може да притесни посетителите са завишените цени, които са почти двойни, в сравнение с останалите хотели.

## Заведения
Средно Евро Дисни се посещава от 55 000 души дневно, като предварително е било планирано да обслужва средно по 14 000 души на час. С цел това да се осъществи на практика, в рамките на парка са построени 29 заведения (+ още 11 ресторанта в хотелите и 5 във фестивалната част на парка). Менютата са дълбоко повлияни от американския вкус, а продажбата на алкохолни напитки на територията на парка е строго забранена. 2100 (30% от всички) от местата за хранене са разположени навън, тъй като се предполага, че това ще привлича европейските посетители, които предпочитат да се хранят на открито при наличието на добри метеорологични условия.

## Забавления
Всеки месец в Дисниленд се организират множество събития, целящи да разнообразят установената програма и да привлекат повече посетители.
През май:
- 8 май – откриване на „Веселото колело на Мики Маус“
- 16 май – откриване на ремонтирания ресторант „Гладната мечка“

През юли:
- фестивал на храната и виното – с ежедневна дегустация на храни и напитки

Програмата на Дисниленд предлага и срещи с различните Дисни герои. Децата могат да си направят снимка за спомен с вечните любимци Мики и Мини Маус, Мечо Пух или слончето Дъмбо.
Други атракции, които могат да привлекат туристите в Дисниленд са ежедневните грандиозни шоу програми, 3-D кината, които ви карат да се чувствате част от действието на филма, както честите концерти и мюзикъли, които радват посетителите.

## Работно време
„Дисниленд Париж“ работи всеки ден от седмицата, като почива само на някои от официалните празници. Вратите му отварят точно в 10:00, а краят на работното време варира между 19:00 и 22:00 в зависимост от програма, която е предвидена за съответния ден. Един от най-лесните начини да се стигне до увеселителния парк е чрез RER железниците.

## Цени за вход
Цените за билет варират в зависимост от периода, за който са закупени:
- за 1 ден/1 парк: възрастни – 59 €, деца – 53 €
- за 1 ден/2 парка: възрастни – 71 €, деца – 64 €
- за 2 дена/2 парка: възрастни – 123 €, деца – 111 €
- за 3 дена/2 парка: възрастни – 153 €, деца – 138 €
- за 4 дена/2 парка: възрастни – 180 €, деца – 162 €
- за 5 дена/2 парка: възрастни – 200 €, деца – 180 €

Гостите могат да влизат и да излизат от парка, колкото пъти пожелаят, по време на деня, за който са заплатили. 1 билет осигурява достъпа до всички атракции, представления и паради. Специалните събития – като партито на Дисни за Хелоуин, не се включват в цената. При някои други събития се правят отстъпки за възрастните, а децата под 7-годишна възраст дори не заплащат услугите. Ако се направи резервация по интернет чрез сайта на Дисни , се спестява до 25% от сумата.